# Dolmen del Camp d'en Serís
El Dolmen del Camp d'en Serís és un megàlit de l'època neolítica del terme comunal de Reiners, a la comarca del Vallespir (Catalunya del Nord).
Es troba al nord del terme comunal, al lloc anomenat Camp d'en Serís, realment una zona boscosa culminada pel turonet on es troba el dolmen.